# الینور گلین
الینور گلین (انگلیسی: Elinor Glyn؛ ۱۷ اکتبر ۱۸۶۴ – ۲۳ سپتامبر ۱۹۴۳) یک رمان‌نویس، فیلم‌نامه‌نویس اهل بریتانیا بود.
ابتدا کارش را با رمان‌نویسی آغاز کرد و بعداً در سال ۱۹۳۰ با ساختن دو فیلم بلند "شناختن مردها" و "بهای هر چیز" به سینما روی آورد و بی باکانه موجب ایجاد یک همبستگی بین ادبیات رومانتیک اوائل قرن بیستم انگلستان و سینمای انگلستان گردید. او در فیلم ساختن نیز در داستان‌نویسی سبکی گستاخ و طنزآمیز داشت بی آنکه سعی کند تاثیری جاودانی بر خواننده یا بیننده بگذارد.